# Liste der Kulturdenkmäler in Asbach (Hunsrück)
In der Liste der Kulturdenkmäler in Asbach sind alle Kulturdenkmäler der rheinland-pfälzischen Ortsgemeinde Asbach aufgeführt. Grundlage ist die Denkmalliste des Landes Rheinland-Pfalz (Stand: 12. Juni 2023).

## Denkmalzonen
| Bezeichnung               | Lage                               | Baujahr | Beschreibung | Bild                           |
| ------------------------- | ---------------------------------- | ------- | --- | ------------------------------ |
| Denkmalzone Asbacherhütte | südlich des Ortes an der K 76 Lage | ab 1721 | vom Werk zur Verhüttung und Weiterverarbeitung des Erzes (1721 bis 1872) zwei zu einer Zeile verbundene Wohn- und Verwaltungsgebäude, 18. Jahrhundert; daraus hervorgegangen Diakonieanstalt: Haus „Eben Ezer“ (Kopfbau mit abgewalmtem Mansarddach 1755, rückwärtiger Teil aus dem 18. Jahrhundert, im 19. Jahrhundert aufgestockt), Haus „Grüne Aue“ (villenartiger, asymmetrischer Bau, teilweise verputzt oder verschiefert, gegen 1907), Landschaftsgarten mit Einfriedung und Lauf des Asbaches, 19. Jahrhundert | weitere Bilder Fotos hochladen |

## Einzeldenkmäler
| Bezeichnung | Lage                               | Baujahr                | Beschreibung | Bild            |
| ----------- | ---------------------------------- | ---------------------- | --- | --------------- |
| Grabmal     | Hauptstraße, auf dem Friedhof Lage | 1871                   | Grabmal R. H. Böcking, reliefierte Sandsteinstele mit Akroterien, 1871 von Edmund Renard, Köln                  | Fotos hochladen |
| Portal      | Hauptstraße, an Nr. 12 Lage        | 1878                   | Portal, bezeichnet 1878                                                                                         | BW              |
| Wohnhaus    | Hauptstraße 14 Lage                | spätes 18. Jahrhundert | stattliches Wohnhaus, teilweise Fachwerk, teilweise verschiefert, Mansarddach, spätes 18. Jahrhundert; Ökonomie | BW              |
| Glockenturm | Hauptstraße 19 Lage                | 1867                   | Glockenturm, Fachwerkbau, 1867; darin Mahlmühle, Saatputzmaschine, Obstkelter                                   | Fotos hochladen |
| Wohnhaus    | In der Treib 1 Lage                | 1848                   | stattliches Wohnhaus, 1848                                                                                      | BW              |
| Hofanlage   | In der Treib 10 Lage               | nach 1873              | Streckhof, nach 1873                                                                                            | BW              |